# ژوزف کلر
جوزف کلر (انگلیسی: Joseph Keller؛ زادهٔ ۳۱ ژوئیهٔ ۱۹۲۳-درگذشت ۷ سپتامبر ۲۰۱۶) یک ریاضی‌دان اهل ایالات متحده آمریکا بود.
وی در طول دوران کاری برنده جوایزی همچون جایزه ولف شد.